# Scaptodrosophila subminima
Scaptodrosophila subminima är en tvåvingeart som först beskrevs av Toyohi Okada 1988.  Scaptodrosophila subminima ingår i släktet Scaptodrosophila och familjen daggflugor.
Artens utbredningsområde är Sri Lanka. Inga underarter finns listade i Catalogue of Life.